# Manuel Correa (militar)
Manuel Correa (San Carlos, Banda Oriental, 12 de junio de 1790 - Montevideo, 2 de octubre de 1850) fue un militar uruguayo – argentino, de activa participación en la Guerra de Independencia de la Argentina, en la Guerra del Brasil y en la Guerra Grande.

## Biografía
Hijo de Joan Correa de la Luz y Juana Felipa Angós y Pla, a los 13 años se incorporó como cadete en el Regimiento de Blandengues. En 1807, durante las Invasiones Inglesas, los británicos desembarcaron en Maldonado en su camino hacia Montevideo; junto a varios vecinos, Correa intentó cerrarles el paso pero fue herido. Pasó a Buenos Aires, donde se incorporó al Regimiento de Granaderos de Infantería.
Al producirse la Revolución de Mayo, se incorporó voluntariamente a la Expedición de Belgrano al Paraguay, como ayudante del comandante de la misma. Participó en las batallas de Paraguari y Tacuarí, siendo tomado prisionero en esta última. Tras obtener la libertad volvió a su antiguo cuerpo, ya con el grado de capitán.
En 1814 formó parte de la expedición del general Alvear con la que fue capturada la ciudad realista de Montevideo. Participó en la guerra civil contra los federales de José Artigas en varias acciones de guerra.
En enero de 1819 asumió como jefe del regimiento de Granaderos de Infantería, al frente de los cuales participó en la batalla de Cepeda, con el grado de teniente coronel. Durante la invasión de las fuerzas federales de Estanislao López y Francisco Ramírez, fue nombrado jefe de vanguardia. Tuvo destacada actuación en los hechos de la llamada Anarquía del Año XX, y participó como jefe de parte importante de la infantería en la Cañada de la Cruz y en el asalto de San Nicolás de los Arroyos por las fuerzas del coronel Manuel Dorrego.
En mayo de 1822 fue nombrado comandante del Tercer Batallón de la Legión Patricia – cuerpo que englobaba casi toda la infantería porteña – y, en noviembre de ese mismo año, comandante del Regimiento de Cazadores Nro. 2. Al frente de este cuerpo participó en la campaña al Desierto del gobernador Martín Rodríguez, en la división que comandaba Rafael Hortiguera.
Al estallar la Guerra del Brasil, fue nombrado jefe del Regimiento de Infantería Nro. 1, al frente del cual participó en la campaña de Ituzaingó, ganando el ascenso al grado de coronel.
Participó en la revolución del general Juan Lavalle contra el gobernador Dorrego, y combatió en las batallas de Navarro y Puente de Márquez.
Tras la derrota de Lavalle, emigró al Uruguay, donde fue partidario de Fructuoso Rivera. Prestó servicios como comandante general de Armas de la capital uruguaya durante el sitio de Montevideo y segundo jefe del general José María Paz. Presidió la Academia de Instrucción de Infantería para Jefes. En 1845 fue Jefe del Estado Mayor General del Ejército uruguayo, ahora creado como dependencia del Ministerio de Guerra y Marina. Al año siguiente integró la Asamblea de Notables que ofició junto al Consejo de Estado como Poder Legislativo. Fue ascendido al rango de general en junio de 1847, y poco después ejerció brevemente el cargo de Ministro de Guerra.
Falleció en octubre de 1850, cuando ejercía como Capitán del Puerto de Montevideo.